# CF Brăila în sezonul 1997-1998
Sezonul 1997-1998 este unul mai dificil din păcate pentru Dacia Unirea Brăila, care termină doar pe locul 13 fiind foarte aproape de a retrograda! de aceea s-au și produs trei schimbări pe banca tehnică Ionel Iuga schimbat cu Marin Oprea, și ulterior cu Adrian Petrache, în ciuda acestui fapt evită însă retrogradarea!.

## Echipă
| Nr. |         | Poziție | Jucător             |
| --- | ------- | ------- | ------------------- |
| -   | România | P       | Viorel Mirică       |
| 12  | România | P       | Cătălin Hăisan      |
| 1   | România | P       | Constantin Brătianu |
| -   | România | F       | Marius Drăgan       |
| 6   | România | F       | Laurențiu Ivan      |
| -   | România | F       | Marian Samoilă      |
| 3   | România | F       | Emil Cristian       |
| -   | România | F       | Florian Bulancea    |
| -   | România | F       | Gabriel Baciu       |
| -   | România | F       | Nicușor Ciorășteanu |
| 4   | România | F       | Sandu Minciu        |
| -   | România | M       | Daniel Deca         |
| -   | România | M       | Daniel Pleșa        |
| -   | România | M       | Dorin Mardale       |
| -   | România | M       | Ionel Drăgoi        |
| -   | România | M       | Ionuț Mihai         |
| -   | România | M       | Ionuț Alecu         |
| 15  | România | M       | Ionel Drăgoi        |
| -   | România | M       | Cristian Baltă      |
| -   | România | M       | Daniel Buricea      |
| -   | România | M       | Adrian Fătăligă     |
| -   | România | M       | Marian Brăguță      |
| -   | România | M       | Cristian Bândărică  |
| -   | România | M       | Ionel Vioreanu      |
| -   | România | M       | Ionel Bratoșin      |
| -   | România | M       | Marius Sebe         |
| -   | România | A       | Nicolae Ciocea      |

## Transferuri

### Sosiri
| Post | Jucător        | De la echipa   | Sumă de transfer  | Dată |  | ---- |
| ---- | -------------- | -------------- | ----------------- | ---- |  | ---- |
| M    | Ionel Drăgoi   | Metalul Toflea | liber de contract | -    |  |      |
| P    | Cătălin Hăisan | Dunărea Galați | liber de contract | -    |  |      |

### Plecări
| Post | Jucător            | De la echipa    | Sumă de transfer  | Dată |  | ---- |
| ---- | ------------------ | --------------- | ----------------- | ---- |  | ---- |
| F    | Alexandru Rupedeal | CS Năvodari     | liber de contract | -    |  |      |
| A    | Dănuț Oprea        | Farul Constanța | liber de contract | -    |  |      |

## Seria II

### Rezultate
| Victorii | Egaluri | Înfrângeri | Cea mai mare victorie | Cea mai mare înfrângere |

### Sezon intern
| 1  | AS Midia Năvodari    | Dacia Unirea Brăila  |                                                                                        | 3-2 |
| 2  | Dacia Unirea Brăila  | Dunărea Galați       | Baciu 36' Baltă 53', 89' Mihai 66' Rupedeal 75' Cujbă 78' (pen.) Brașoveanu 81' (pen.) | 5-2 |
| 3  | Poiana Câmpina       | Dacia Unirea Brăila  |                                                                                        | 1-0 |
| 4  | Dacia Unirea Brăila  | Metalul Plopeni      |                                                                                        | 6-1 |
| 5  | Politehnica Iași     | Dacia Unirea Brăila  |                                                                                        | 1-0 |
| 6  | Dacia Unirea Brăila  | Dunărea Călărași     |                                                                                        | 6-0 |
| 7  | Petrolul Moinești    | Dacia Unirea Brăila  |                                                                                        | 5-0 |
| 8  | Dacia Unirea Brăila  | Nitramonia Făgăraș   |                                                                                        | 0-3 |
| 9  | Precizia Săcele      | Dacia Unirea Brăila  |                                                                                        | 2-1 |
| 10 | Dacia Unirea Brăila  | FC Brașov            |                                                                                        | 1-3 |
| 11 | Tractorul Brașov     | Dacia Unirea Brăila  |                                                                                        | 4-1 |
| 12 | Dacia Unirea Brăila  | Metrom ICIM Brașov   |                                                                                        | 3-0 |
| 13 | Gloria Buzău         | Dacia Unirea Brăila  |                                                                                        | 2-2 |
| 14 | FC Onești            | Dacia Unirea Brăila  |                                                                                        | 3-0 |
| 15 | Dacia Unirea Brăila  | Rocar București      |                                                                                        | 1-2 |
| 16 | Astra Ploiești       | Dacia Unirea Brăila  |                                                                                        | 5-0 |
| 17 | Dacia Unirea Brăila  | Foresta II Falticeni |                                                                                        | 1-0 |
| 18 | Dacia Unirea Brăila  | AS Midia Năvodari    |                                                                                        | 0-1 |
| 19 | Dunărea Galați       | Dacia Unirea Brăila  | Cujbă 29' Atănăsoae 31' (pen.), 34', 60' Baltă 84' (pen.)                              | 4-1 |
| 20 | Dacia Unirea Brăila  | Poiana Câmpina       |                                                                                        | 2-0 |
| 21 | Metalul Plopeni      | Dacia Unirea Brăila  |                                                                                        | 0-0 |
| 22 | Dacia Unirea Brăila  | Politehnica Iași     |                                                                                        | 2-0 |
| 23 | Dunărea Călărași     | Dacia Unirea Brăila  |                                                                                        | 1-0 |
| 24 | Dacia Unirea Brăila  | Petrolul Moinești    |                                                                                        | 1-0 |
| 25 | Nitramonia Făgăraș   | Dacia Unirea Brăila  |                                                                                        | 1-1 |
| 26 | Dacia Unirea Brăila  | Precizia Săcele      |                                                                                        | 4-1 |
| 27 | FC Brașov            | Dacia Unirea Brăila  |                                                                                        | 4-2 |
| 28 | Dacia Unirea Brăila  | Tractorul Brașov     |                                                                                        | 1-1 |
| 29 | Metrom Brașov        | Dacia Unirea Brăila  |                                                                                        | 0-0 |
| 30 | Dacia Unirea Brăila  | Gloria Buzău         |                                                                                        | 3-0 |
| 31 | Dacia Unirea Brăila  | FC Onești            |                                                                                        | 0-3 |
| 32 | Rocar București      | Dacia Unirea Brăila  |                                                                                        | 2-0 |
| 33 | Dacia Unirea Brăila  | Astra Ploiești       |                                                                                        | 0-2 |
| 34 | Foresta II Falticeni | Dacia Unirea Brăila  |                                                                                        | 0-2 |

Clasamentul după 30 de etape se prezintă astfel: